# Amazon Alexa
Amazon Alexa（アマゾン アレクサ、単にAlexaとも呼ばれる）は、Amazonが開発したバーチャルアシスタントAI技術で、Amazon Lab126が開発したスマートスピーカー「Amazon Echo」で初めて採用された。音声対話、音楽再生、ToDoリストの作成、アラームの設定、ポッドキャストのストリーミング、オーディオブックの再生、天気、交通、スポーツ、その他ニュースなどのリアルタイム情報の提供が可能である。 また、Alexaは自身をホームオートメーションシステムとして使用し、複数のスマートデバイスを制御することができる。ユーザーは、天気予報プログラムやオーディオ機能などの「スキル」（サードパーティベンダーが開発した追加機能で、一般的にはアプリと呼ばれる）をインストールすることで、Alexaの機能を拡張することができる。
Alexaを搭載したほとんどの機器では、ユーザーがウェイクワード（AlexaやAmazonなど）を使って機器を起動することができる。その他の機器（iOSやAndroidのAmazonアプリやAmazon Dash Wandなど）では、ユーザーがボタンをクリックしてAlexaのリスニングモードを起動する必要があるが、一部の携帯電話では、ユーザーが「Alexa」や「Alexa wake」などのコマンドを言うこともできる。現在、Alexaとの対話やコミュニケーションは、英語、ドイツ語、フランス語、イタリア語、スペイン語、ポルトガル語、日本語、ヒンディー語でのみ可能。 カナダでは、Alexaは英語とフランス語（ケベック訛り）で利用できる。
2018年11月時点で、アマゾンは1万人以上の従業員がAlexaおよび関連製品に手掛けている。 2019年1月、Amazonのデバイスチームは、Alexa対応デバイスの販売台数が1億台を超えたことを発表した。
2019年9月、アマゾンは世界のスマートホーム業界に対抗しながら、多くの記録を達成する新しいデバイスを発売した。新しいEcho Studioは、360サウンドとドルビーサウンドを搭載した初のスマートスピーカーとなった。その他の新しいデバイスには、生地の後ろに時計が付いたEcho dot、第3世代の新しいAmazon Echo、Echo Show 8、プラグイン式Echoデバイス、Echo Flex、Alexa内蔵ワイヤレスイヤホン、Echo buds、Alexa内蔵メガネ、Echo frames、Alexa内蔵Ring、Echo Loopなどがあった。
2014年11月、AmazonはEchoとともにAlexaを発表した。 アレクサは宇宙大作戦と新スタートレックで始まるSFテレビ番組や映画に登場する宇宙船エンタープライズに搭載されているコンピュータ音声と会話システムに触発された。 Alexaという名前は、Xとの間に硬い子音があり、より高い精度で認識されるという事実のために選ばれた。 この名前は、アレクサンドリア図書館を連想させると主張されている。 アマゾンは、2015年6月、音声制御スキルとテクノロジーを開発する企業に投資するプログラムアレクサファンドを発表した。 エコビー、オレンジ・シェフ、スカウト・アラーム、ガレージオ、トゥーメール、MARA、モヒオなどの企業に総額1億ドルの資金を投資している。2016年には技術を進歩させるためにアレクサ賞が発表された。
2025年3月にはアメリカで、AI自らが判断し作業をこなす「ＡＩエージェント」の機能を拡充した「アレクサ・プラス」の提供を開始する。

## アプリ
（注：アレクサのプラットフォーム上で動作するアプリケーションは本稿では「スキル」と呼ぶ。アプリと言った場合は後述の利用、設定を行うソフトウェアを指す。）
コンパニオンアプリは、Apple App Store、Google Play、およびAmazon Appstoreから入手できる。 コンパニオンアプリをインストールした端末では、アマゾン・エコーの設定、スキルのインストールなどの環境設定やプリ画面上で認識されたテキストを確認し、認識が良いか悪いかをAmazonにフィードバックすることもできる。また、アマゾン・エコーと同様に音声による利用が可能であり、音楽の制御、アラームの管理、ショッピングリストの表示が出来る。

## 機能
アレクサはAccuWeatherから提供された天気予報と地元のラジオ局、NPR、ESPNなどのさまざまなソースからTuneInが提供するニュースを提供している。 さらに、アレクサがサポートするデバイスは、所有者のAmazon Musicアカウントから音楽をストリーミングし、PandoraおよびSpotifyアカウントの組み込みサポートを備えている。 アレクサはApple MusicやGoogle Play Musicなどのストリーミングサービスの音楽を電話やタブレットから再生できる。 アレクサは、音声制御のアラーム、タイマー、買い物や予定表を管理し、Wikipediaの記事にアクセスすることができる。 アレクサ端末は、ユーザーのGoogle カレンダーのアイテムに関する質問に応答する。 2016年11月現在、アレクサアプリストアには、2016年6月のユーザーがダウンロードできる機能（「スキル」）1000機能から、が5000以上に増えている
。

### ホームオートメーション
ホームオートメーションの分野では、音声コマンドでアレクサを通じBelkin Wemo、ecobee、IFTTT、Insteon、LIFX、LightwaveRF、Nest Thermostats、Philips Hue、SmartThings、Wink、Yonomiのデバイスを操作できる。 ホームオートメーション機能は、2015年4月8日に開始された。

### 注文
アレクサを通じて料理のテイクアウト注文ができる。2017年5月時点で、アレクサが対応しているフード注文サービスはドミノ・ピザ、Grubhub、ピザハット、Seamless及びWingstopである 。また英国のアレクサユーザーはJust  Eatを通じて料理を注文できる。2017年早期にスターバックスはアレクサを使用したピックアップ注文のクローズドベータ版を発表した 。加えて、米国の20都市ではユーザーはアレクサを通じてAmazon Prime Nowを使い食品を注文できる。

### 音楽
アレクサは、アマゾンのデバイスで多数のサブスクリプションと無料のストリーミングサービスをサポートしている。これらのストリーミングサービスには、Prime Music、Amazon Music、Amazon Music Unlimited、TuneIn、iHeartRadio、Audible、Pandora、Spotify Premiumなどがある。 ただし、これらの音楽サービスの一部は、外部の企業によって製造されている他のアレクサ対応製品では利用できない。 この利用不可製品には、AmazonのFire TVデバイスまたはFireタブレットも含まれる。
アレクサはメディアと音楽を直接ストリーミングすることができる。 これを行うには、アレクサのデバイスをAmazonアカウントにリンクする必要がある。Amazonアカウントでは、Audibleライブラリで利用可能なオーディオブックに加えて、Amazonのミュージックライブラリにアクセスできる。 Amazon Primeのメンバーは、ステーション、プレイリスト、および200万曲以上の無料の曲にアクセスする追加の機能を備えている。 Amazon Music Unlimitedの購読者は、何百万もの曲のリストにアクセスできる。
Amazon Music for PCでは、アレクサデバイスでGoogle Play、iTunes、その他の個人の音楽を再生することができる。 これは自分のコレクションをコンピュータからAmazonのMy Musicにアップロードすることで行える。250曲まで無料でアップロードでき、アップロードが完了すると、アレクサはこの音楽を再生し、音声コマンドオプションで再生を制御することができる。

### スポーツ
以下に示す最大15チームのアップデート情報を聴くことができる：

MLS - メジャーリーグサッカーEPL - 英国プレミアリーグNBA - 全米バスケットボール協会NCAA男子バスケットボール - 全国体育協会UEFAチャンピオンズリーグ - 欧州サッカー協会FAカップ - サッカー協会チャレンジカップMLB - メジャーリーグ野球NHL - ナショナルホッケーリーグNCAA FBS サッカー - National Collegiate Athletic Association：フットボールボウルサブディビジョンNFL - ナショナルフットボールリーグドイツブンデスリーガ第2ディビジョンWNBA - 女子バスケットボール協会ドイツブンデスリーガ第1部門

### メッセージとEメール
メッセージはアレクサのアプリケーションから複数の方法で送信できる。 アレクサは、受信者のアレクサアプリ、およびAmazonアカウントでサポートされ、関連付けられているすべてのEchoデバイスにメッセージを配信することができる。 アレクサは、アレクサアプリからの入力メッセージのみを送信できる。 関連するエコーデバイスからメッセージを送信すると、そのメッセージはボイスメッセージとして送信される。 アレクサはビデオや写真などの添付ファイルを送信することはできない。
家庭内に複数のメンバーがいる場合、アレクサの連絡先は、関連するアカウントに登録されているすべてのデバイスにプールされる。 しかし、アレクサのアプリ内では、アレクサの連絡先としか会話を開始できない。アレクサアプリまたはEchoデバイスがアクセスしてサポートしている場合、アレクサメッセージは自宅の誰でも利用できる。 これらのメッセージは、世帯内でアクセスできる人なら誰でも聞くことができる。 このメッセージング機能には、まだパスワード保護やPINが関連付けられていない。 自分の携帯電話番号にアクセスできる人は、この機能を使用して、サポートされているアレクサアプリまたはEchoデバイスから連絡することができる。 メッセージと通話のアラートをブロックする機能は、「Do Not Disturb(邪魔しないで)」機能を利用することで一時的に利用できる。

## Alexaスキルキット
Amazonは、開発者がアレクサスキルキットを使用してアレクサのスキルを構築し公開することを可能にする。 これらのスキルは、サードパーティが開発した音声体験であり、アレクサ対応デバイス（エコーなど）の機能に追加される。 これらのスキルは、アレクサアプリを使用して無料でダウンロードできる。 ユーザーに利用可能な機能を高めるために、スキルが継続的に追加される。「スマートホームスキルAPI」が利用可能。 すべてのコードはクラウド上で実行されるため、ユーザーデバイス上には何もない。 開発者はチュートリアルに続いて、新しいアプリケーションや既存のアプリケーションの音声体験を素早く構築する方法を学ぶことができる。

## Alexa音声サービス
Amazonは、Alexa Voice Service（AVS）（アレクサとのインターフェースを提供するAPIを提供するクラウドベースのサービス）を使用して、デバイスメーカーがアレクサ音声機能を独自の接続製品に統合できるようにしている。 AVSを使用して構築された製品は、すべてのアレクサスキルを含むAlexaの成長する機能リストにアクセスできる。 AVSは、クラウドベースの自動音声認識（ASR）と自然言語理解（NLU）を提供する。 AVSを使用してアレクサを製品に統合しようとする企業には、手数料は発生しない。
Amazon Alexaの声は、長・短期記憶（LSTM）人工ニューラルネットワークによって生成される。

## Amazon Lex
2016年11月30日、Amazonは、アレクサの音声認識と自然言語処理技術を、Amazon Lexの名前で開発者に提供することを発表した。 この新しいサービスは、開発者がアレクサのように対話的にやり取りできる独自のチャットボットを作成することを可能にする。 さまざまなAmazonサービスとの接続に加えて、初期バージョンでは、SlackとTwilioの統合に伴いFacebook Messengerへの接続が提供される。

## 評価
家庭のプライベートな会話についてのアクセスや足音やテレビやラジオ番組をきっかけにして誰が家にいて誰がいないかを特定できるのではないかといった懸念が示された。アマゾンはこれらの懸念に対し、「エコーはユーザーの『起動ワード』でエコーを動作させた時のユーザーの自宅の声を録音しているだけであるが、技術的には常に声を録音することができ、また実際はユーザーが起動ワードを喋るかを探知するため常に聞いている」と述べた。
アマゾンはユーザーがクラウドサービスに送った過去の言葉を利用して将来のユーザーの質問に応答する。そのため、プライバシーの懸念に対処するために、ユーザーはアカウントから録音を削除することが可能であるが、削除すると音声検索を使用体験が低下してしまう可能性がある。これらの録音を削除するにはユーザーはアマゾン上の「マイデバイスの管理」ページを訪れるか、アマゾンのカスタマーサービスに連絡を取ることができる。
エコーはユーザーの位置情報を必要とした時に、コンパニオンアプリに設定された住所を使用する 。アマゾンとサードパーティのアプリやウェブサイトはロケーションに基づいたサービスの提供をするために現在地情報を使い「the Maps app」や「Find Your Device」の音声サービスに提供するために情報を保管し、パフォーマンスと位置情報サービスの正確性をモニターする。例えば、エコーの音声サービスはユーザーの近くのレストランやストアのリクエストに応答するためにユーザーの位置情報を使う。同様に、エコーはユーザーのマップに関連した要求の処理や、マップの操作性を改善するためにユーザーの現在地情報を使用する。収集された全ての情報はアマゾンのプライバシーに関する通知の対象となる。

## プライバシー侵害の問題
2023年6月、AmazonはAlexaのプライバシー侵害に関する訴訟で、連邦取引委員会に2500万ドル（約34億円）を支払うことになった。AmazonはAlexaを通じて収集した子供の音声と位置情報を違法に保存し、機械学習の訓練データとして利用していた。当初Amazonは音声データと位置情報は削除可能と説明していたが、実際にはそのデータを何年にもわたって保存し、訓練データに使用していた。この件について、連邦取引委員会の委員であるアルバロ・ベドヤは「機械学習は法律違反の言い訳にはならない」と述べた。

## 利用可能国
2017年12月時点でアレクサは日本を含む複数の国で利用可能であり、アマゾンは2018年中にオーストラリアとニュージーランドでも利用ができるようになると確認した。
| 日付                                      | 国                 |
| ----------------------------------------- | ------------------ |
| 2014年11月6日 (制限) 2015年6月28日 (完全) | アメリカ           |
| 2016年9月28日                             | イギリス           |
| 2016年10月26日                            | ドイツ             |
| 2016年10月26日                            | オーストリア       |
| 2017年10月4日 (制限)                      | インド             |
| 2017年11月15日 (制限)                     | 日本               |
| 2017年12月5日                             | カナダ             |
| 2017年12月8日                             | ベルギー           |
| 2017年12月8日                             | ボリビア           |
| 2017年12月8日                             | ブルガリア         |
| 2017年12月8日                             | チリ               |
| 2017年12月8日                             | コロンビア         |
| 2017年12月8日                             | コスタリカ         |
| 2017年12月8日                             | キプロス           |
| 2017年12月8日                             | チェコ             |
| 2017年12月8日                             | エクアドル         |
| 2017年12月8日                             | エルサルバドル     |
| 2017年12月8日                             | エストニア         |
| 2017年12月8日                             | フィンランド       |
| 2017年12月8日                             | ギリシャ           |
| 2017年12月8日                             | ハンガリー         |
| 2017年12月8日                             | アイスランド       |
| 2017年12月8日                             | ラトビア           |
| 2017年12月8日                             | リヒテンシュタイン |
| 2017年12月8日                             | リトアニア         |
| 2017年12月8日                             | ルクセンブルク     |
| 2017年12月8日                             | マルタ             |
| 2017年12月8日                             | オランダ           |
| 2017年12月8日                             | パナマ             |
| 2017年12月8日                             | ペルー             |
| 2017年12月8日                             | ポーランド         |
| 2017年12月8日                             | ポルトガル         |
| 2017年12月8日                             | スロバキア         |
| 2017年12月8日                             | スウェーデン       |
| 2017年12月8日                             | ウルグアイ         |

## サポートデバイス

### Amazon Echo
- Amazon Echo
- Amazon Echo Dot
- Amazon Echo Look
- Amazon Echo Show
- Amazon EchoShow 5
- Amazon EchoShow 8
- Amazon EchoShow 10
- Amazon EchoShow 15
- Amazon Tap

### Fire TV
- Amazon Fire TV (第２世代、機能は限定)[38]
- Amazon Fire TV Stick
- Amazon Fire TV Stick　4K
- Amazon Fire and Kindle Fire HD - 第4、第5、または 第6世代のデバイス (機能は限定)[39][40]
- Kindle Fire and Kindle Fire HD - 第7世代以降のデバイス。

### その他
- Amazon Dash Wand (2017版)[41]
- Lenovo スマートアシスタント[42]
- Invoxia Triby[43]
- LG SmartThinQ ハブ[44]
- Onkyo VC-FLX1 スマートスピーカー[45]
- Clarity touchscreen スマートスピーカーr (Q3 2017)[要出典]
- Huawei Mate 9[46]
- HTC U 11[47][48]
- C by GE LEDランプ[49]
- LG InstaView スマート冷蔵庫[50]
- TCL Xessタブレット[51]
- Nucleus インターコム[52]
- Fabriq スマートスピーカー[53]
- Jam Voice ポータブルスピーカー[54]
- OV by ONvocal ヘッドフォン[55]
- Lynx robot[56]
- Pebble Core[57] (Fitbitの買収によりキャンセル 製品は販売されず)
- Orion Labs Onyx smart walkie-talkie (Q1 2017)[58]
- iMCO CoWatch[59]
- Martian mVoice スマートウォッチ[60]
- NuBryte All-in-One スマートホームシステム[61]
- Omate Rise スマートウォッチ[62]
- Omate Yumi Robot[63][64]
- Roger (アプリ)[65]
- EchoSim (サイト)[66]
- Ford F-150[67]
- ecobee4 スマートサーモスタット[68]
- Element 43インチ 4K Ultra HD Smart LED TV[69]

## Alexaプライズ
2016年9月、アレクサプライズと呼ばれる大学生のコンペティションを11月に行うとの発表があった。この賞には合計250万ドルが授与され、チームとその大学は現金と研究助成金を獲得することができる。このプロセスは、2016年にチームを選出して開始され、最終賞は2017年に発表される。2017年の初開催のコンペティションは、ソーシャルボットを構築するという課題に焦点を当てていた。 これはローブナー賞に似ているが、賞金はより高い。

## Alexaファンド
アマゾンが音声技術を強く信じていることから、Amazonは2015年6月25日に1億ドルのベンチャーキャピタルファンドを発表した。開発者、デバイスメーカー、あらゆる規模の革新企業をターゲットにして、Amazonはデジタルボイスアシスタントをより強力にすることを目指している 。 Alexa Skills Kit（ASK）またはAlexa Voice Service（AVS）を使用して新しいアレクサ機能を作成することに基づいて、資金調達の対象となるプロジェクトが対象となる。
企業の最終的な選択は、顧客の視点と「works backwards」から始まり、潜在的な投資の対象となる特定の要素は、顧客中心性、革新の程度、リーダーシップのモチベーション、アレクサ製品/サービスラインに適合性、他社が出資する資金調達額の量などである。
Amazonは、財務的なサポートの他にも、ビジネスと技術の専門知識、市場への製品の持ち込み、ハードとソフトウェアの開発、Amazon独自のプラットフォームでのマーケティングサポートの強化を支援している。
投資企業のリストには以下の企業を含む (アルファベット順): DefinedCrows, Dragon Innovation, Ecobee, Embodied Inc., Garageio, Invoxia, kitt.ai, Luma, Mara, Mojio (2x times), Musaic, Nucleus, Orange Chef, Owlet Baby Care, Petnet, Rachio, Ring, Scout, Sutro, Thalmic Labs, Toymail Co., TrackR and Vesper.

## Alexaカンファレンス
2017年1月、テネシー州ナッシュビルでアレクサの開発者と愛好家の世界的なコミュニティの独立した集まりであるAlexaカンファレンスが初めて行われた。次回開催も告知され、オリジナルのAmazon Alexa / Connected HomeのプロダクトヘッドAhmed Bouzidによる基調講演が行われる予定である。

## Alexa同窓会
2016年3月、アレクサ同窓会はアレクサの元従業員によって、アレクサの創業者たちとお互いに繋がり、成長するアレクサチームのメンバーと結びつけるために始まった。 同窓会は、同窓生と現在のメンバーがメッセージや写真を投稿するFacebookページを持っている
。